# Allenatori vincitori della Euroleague Basketball
Questa voce riassume la lista degli allenatori vincitori della Euroleague Basketball nel corso della sua storia.

## Elenco vincitori
| Allenatore           | Titoli | Squadra campione (stagione) |
| -------------------- | ------ | --- |
| Željko Obradović     | 9      | Partizan (1991-92) Joventut Badalona (1993-94) Real Madrid (1994-95) Panathīnaïkos (1999-2000, 2001-02, 2006-07, 2008-09, 2010-11) Fenerbahçe (2017-18) |
| Aleksandr Gomel'skij | 4      | Rīgas ASK (1958, 1958-59, 1959-60) CSKA Mosca (1970-71)                                                                                                 |
| Pedro Ferrándiz      | 4      | Real Madrid (1964-65, 1966-67, 1967-68, 1973-74) |
| Božidar Maljković    | 4      | Spalato (1988-89, 1989-90) Limoges CSP (1992-93) Panathīnaïkos (1995-96)                                                                                |
| Ettore Messina       | 4      | Virtus Bologna (1997-98, 2000-01) CSKA Mosca (2005-06, 2007-08)                                                                                         |
| Aza Nikolić          | 3      | Pall. Varese (1969-70, 1971-72, 1972-73) |
| Pini Gershon         | 3      | Maccabi Tel Aviv (2000-01, 2003-04, 2004-05) |
| Evgenij Alekseev     | 2      | CSKA Mosca (1960-61, 1962-63) |
| Sandro Gamba         | 2      | Pall. Varese (1974-75, 1975-76) |
| Lolo Sainz           | 2      | Real Madrid (1977-78, 1979-80) |
| Valerio Bianchini    | 2      | Pall. Cantù (1981-82) Virtus Roma (1983-84) |
| Željko Pavličević    | 2      | Cibona Zagabria (1985-86) Spalato (1990-91) |
| Dušan Ivković        | 2      | Olympiakos (1996-97, 2011-12) |
| Pablo Laso           | 2      | Real Madrid (2014-15, 2017-18) |
| Dīmītrīs Itoudīs     | 2      | CSKA Mosca (2015-16, 2018-19) |
| Ergin Ataman         | 2      | Anadolu Efes (2020-21, 2021-22 ) |
| Otar Korkia          | 1      | Dinamo Tbilisi (1961-62) |
| Joaquín Hernández    | 1      | Real Madrid (1963-64) |
| Cesare Rubini        | 1      | Olimpia Milano (1965-66) |
| Armenak Alačačjan    | 1      | CSKA Mosca (1968-69) |
| Ralph Klein          | 1      | Maccabi Tel Aviv (1976-77) |
| Bogdan Tanjević      | 1      | Bosna (1978-79) |
| Rudy D'Amico         | 1      | Maccabi Tel Aviv (1980-81) |
| Giancarlo Primo      | 1      | Pall. Cantù (1982-83) |
| Mirko Novosel        | 1      | Cibona Zagabria (1984-85) |
| Dan Peterson         | 1      | Olimpia Milano (1986-87) |
| Franco Casalini      | 1      | Olimpia Milano (1987-88) |
| Jonas Kazlauskas     | 1      | Žalgiris Kaunas (1998-99) |
| Svetislav Pešić      | 1      | Barcellona (2002-03) |
| Xavier Pascual       | 1      | Barcellona (2009-10) |
| Giōrgos Mpartzōkas   | 1      | Olympiakos (2012-13) |
| David Blatt          | 1      | Maccabi Tel Aviv (2013-14) |
| Chus Mateo           | 1      | Real Madrid (2022-23) |